# Etxalar
Etxalar è un comune spagnolo di 779 abitanti situato nella comunità autonoma della Navarra.